# Fire Emblem: Monshō no Nazo
Fire Emblem: Monshō no Nazo (ファイアーエムブレム　紋章の謎 Faiā Emuburemu: Monshō no Nazo?, Fire Emblem: El Misterio del Emblema) es el tercer juego de la saga Fire Emblem, desarrollado por Intelligent Systems y publicado por Nintendo originalmente en la consola Super Famicom, conocida como SNES en occidente. Es el primer juego de la saga lanzado para esta consola, y el primer cartucho en alcanzar los 24 megabits. Como los anteriores, nunca vio la luz más allá de las fronteras japonesas.
El juego se divide en dos partes o libros. El Libro Uno es un remake del primer juego de la saga: Fire Emblem: Ankoku Ryū to Hikari no Tsurugi. El Libro Dos es la secuela del anterior libro, con una nueva historia donde vuelven a aparecer los mismos personajes.

## Sistema de juego
Monshō no Nazo abandona muchos de los elementos adoptados en el anterior Fire Emblem Gaiden, pareciéndose más al primer juego de la saga. Sin embargo mantiene alguna mínima característica, como la batería RAM para salvar el juego y el uso de iconos representativos de las armas.
La nueva característica más representativa de este juego es que por primera vez se incluye la acción de Desmontar, que permite a las unidades con montura bajar de sus caballos y luchar a pie. La limitación para estas unidades es que sólo pueden blandir lanzas a caballo y espadas a pie. Además, en los capítulos que se desarrollan en localizaciones interiores, se les obliga a desmontar e ir a pie.

## Argumento
Libro Uno: Marth es príncipe de Altea y descendiente directo de Anri, el guerrero que mató al dragón oscuro Medeus. Después de un ataque desde el vecino reino de Dolua, Marth es obligado a exiliarse a la nación de Talis. Su hermana Ellis es hecha prisionera tras haber sido asesinado su padre en la lucha contra el malvado sacerdote Garnef. Con la ayuda del caballero alteano Jeigan, la princesa Sheeda de Talisian y otros, Marth marcha en busca de la espada sagrada conocida como Falchion y del Emblema de Fuego que le permitirá blandirla. Sólo entonces será posible enfrentarse a Garnef y al resucitado Medeus, para recuperar su reino y rescatar a su hermana.
Libro Dos: Tras los acontecimientos del libro anterior, Hardin se convierte en rey de Orleans y comienza a atacar a diferentes reinos del continente en busca de venganza, llegándolos a saquear y castigar con gran violencia. Con estos acontecimientos, Marth descubre que las fuerzas de la oscuridad vuelven a sembrar el terror corrompiendo a antiguos aliados, por lo que deberá volver a empuñar el Emblema de Fuego en busca de los doce orbes del zodiaco para obtener así el poder que acabe con las hordas enemigas.

## Curiosidades
- Marth, el protagonista de este juego, aparecería años más tarde como luchador seleccionable en el juego Super Smash Bros. Melee. Eso sí, primero debía ser desbloqueado, pues era uno de los personajes secretos.
- Este juego se mantuvo un año como n.º 1 en la lista de éxitos de la revista Famitsu, y estuvo siempre entre los 30 más vendidos durante ese período.
- El anime OVA de Fire Emblem de 1996, se basó en este juego.